# John Vaught
John "Johnny" Howard Vaught (* 6. Mai 1909 in Olney, Texas; † 3. Februar 2006 in Oxford, Mississippi) war ein US-amerikanischer Football-Coach an der University of Mississippi. Dort war er von 1947 bis 1970 und nochmals 1973 tätig.
Vaught, ausgebildet an der Polytechnischen Hochschule in Fort Worth und an der Texas Christian University war Lieutenant Commander in der United States Navy im Zweiten Weltkrieg. Er nahm 1946 einen Job als Assistenz-Trainer an der Ole Miss an, die ihn im Folgejahr zum Headcoach machte. Nach dem Gewinn des Universitätstitels 1947 führte er die Rebels zu weiteren Southeastern Conference-Titeln 1954, 1955, 1960, 1962 und 1963.
Er brachte sein Team zu den 18 bowl games und gewann zehn Mal im Sugar Bowl. 1979 wurde Vaught in die College Football Hall of Fame aufgenommen. 1982, änderte Ole Miss den Namen seines Football-stadions von Hemingway Stadium in Vaught-Hemingway-Stadium um.